# Festivalul Bon

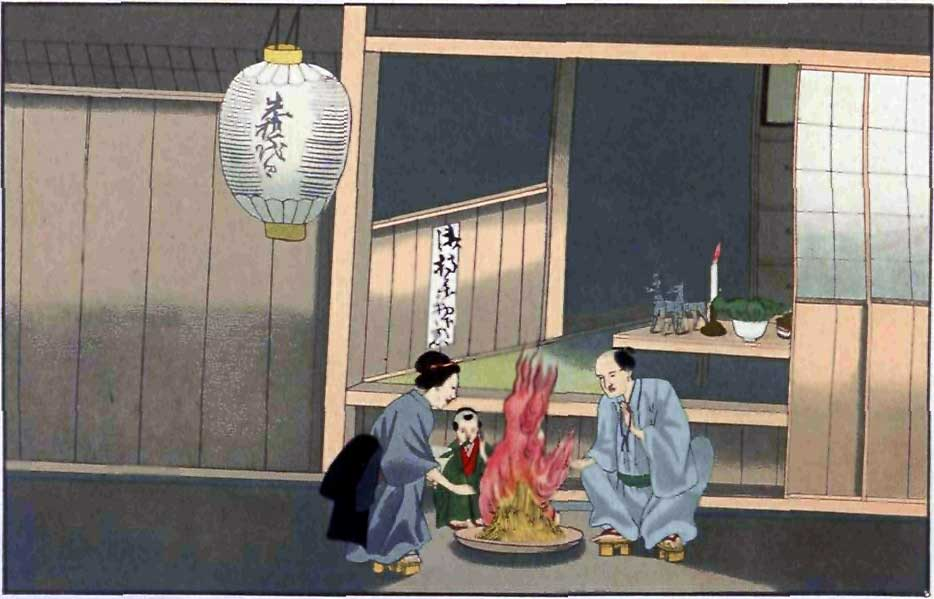
Reprezentare a Obon la finalul perioadei Edo

Festivalul Obon (お盆?) sau Bon (盆?) este un festival japonez budist în care sunt onorate spiritele rudelor care au decedat și ale strămoșilor unei persoane. Acest obicei budist a evoluat sub forma unei sărbători de familie, în timpul căreia oamenii se întorc în zonele strămoșești, vizitează și curăță mormintele rudelor decedate. Festivalul este celebrat în Japonia de mai mult de 500 de ani și include și un dans, denumit Bon Odori, precum și obiceiul de a agăța lanterne în fața caselor și de a aduce mâncare ca ofrandă celor decedați. Conform tradiției, sufletele sau spiritele celor morți se reîntorc la casele lor în timpul acestui festival.

## Data
Festivalul Obon durează trei zile, însă există diferențe în ceea ce privește data de începere, în funcție de regiunea din Japonia. Odată cu schimbarea calendarului gregorian la începutul erei Meiji, această schimbare a fost acceptată în mod diferit de-a lungul Japoniei, ceea ce a rezultat în trei date diferite pentru Obon. Shichigatsu Bon (Bon ținut în luna iulie) este bazat pe calendarul solar și este celebrat în jurul datei de 15 iulie în regiunea Kantō din estul Japoniei (de exemplu, în Tokyo, Yokohama, dar și în regiunea Tōhoku), în același timp cu Chūgen. Hachigatsu Bon (Bon ținut în luna august) este bazat pe calendarul lunar și se ține în jurul datei de 15 august, fiind cel mai comun dintre cele trei. Kyū Bon (Bon după vechea tradiție) se ține în a 15-a zi din a 9-a lună a calendarului lunar, astfel că diferă în fiecare an, între 8 august și 7 septembrie. Excepții au fost anii 2008 și 2019, în care calendarele solare și lunare au fost aliniate, astfel că Hachigatsu Bon și Kyū au început în aceeași zi. Kyū Bon este celebrat în anumite zone din nordul regiunii Kantō, regiunea Chūgoku, Shikoku și Okinawa. Chiar dacă aceste zile nu sunt sărbători publice în Japonia, există obiceiul ca oamenii să primească liber pentru a putea vizita casa familiei.

## Bon Odori

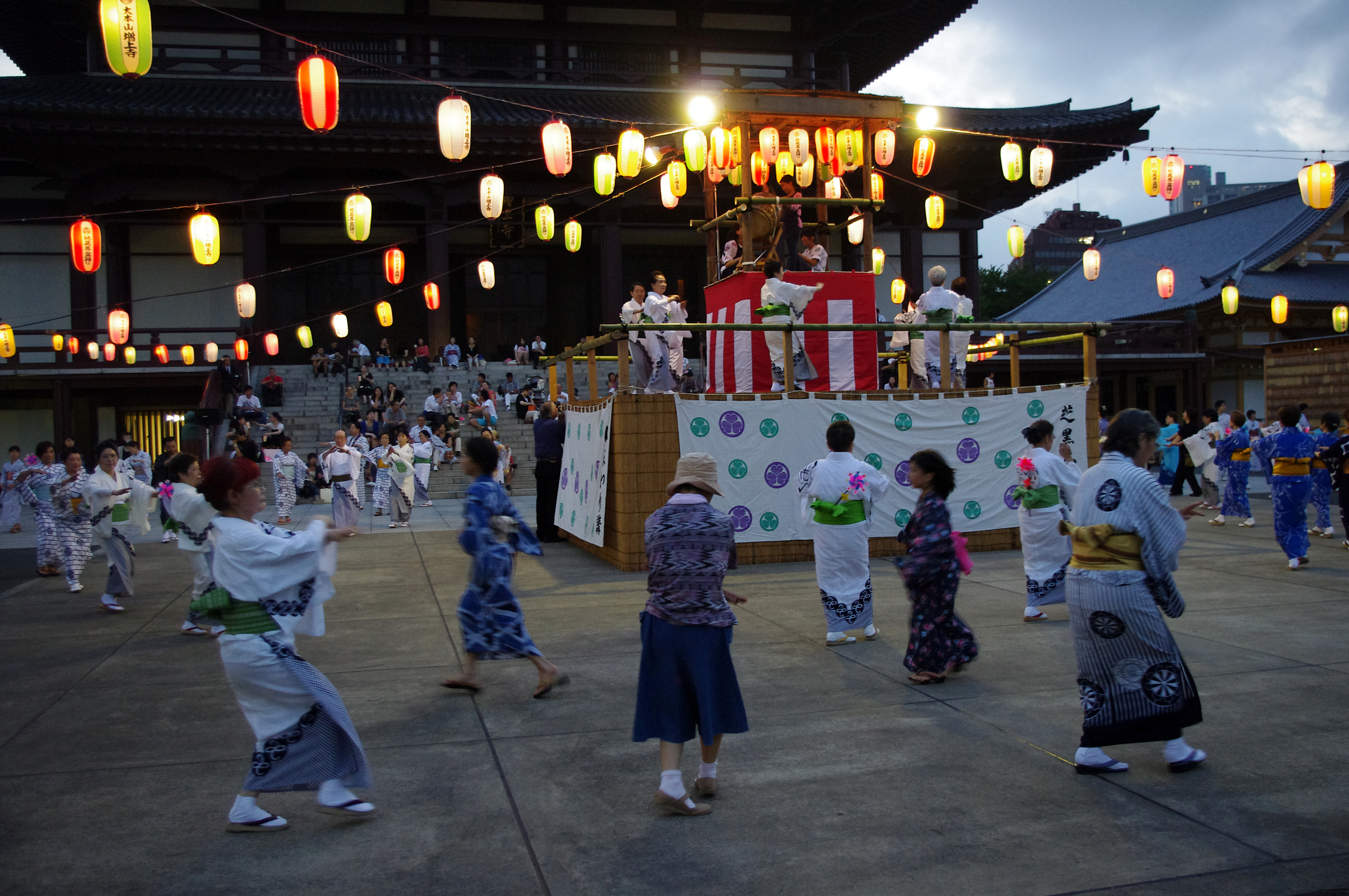
Dansul Bon Odori (30 iulie 2010 la Zōjō-ji în Tokyo)

Bon Odori (limba japoneză: 盆踊り), în traducere directă dansul Bon, este un dans special care dansează în timpul festivalului Obon, având originea acum mai bine de 600 de ani. Acest dans are ca scop „primirea” spiritelor celor morți și apoi întoarcerea acestora, și este la origine un dans folcloric Nenbutsu. În fiecare regiune există un tip specific de dans, cât și diferențe în ceea ce privește muzica utilizată. 